# Дзенцудзи
Дзенцудзи (яп. 善通寺市 Дзэнцу:дзи-си) — город в Японии, находящийся в префектуре Кагава. Площадь города составляет 39,88 км², население — 32 952 человека (1 августа 2014), плотность населения — 826,28 чел./км².

## Географическое положение
Город расположен на острове Сикоку в префектуре Кагава региона Сикоку. С ним граничат города Маругаме, Митоё и посёлки Котохира, Тадоцу, Манно.

## Население
Население города составляет 32 952 человека (1 августа 2014), а плотность — 826,28 чел./км². Изменение численности населения с 1980 по 2005 годы:
| 1980 | 38 080 чел. |  |
| 1985 | 38 630 чел. |  |
| 1990 | 38 423 чел. |  |
| 1995 | 37 361 чел. |  |
| 2000 | 36 413 чел. |  |
| 2005 | 35 495 чел. |  |

## Символика
Деревом города считается камфорное дерево, цветком — хризантема.